# Batalion ON „Sanok”

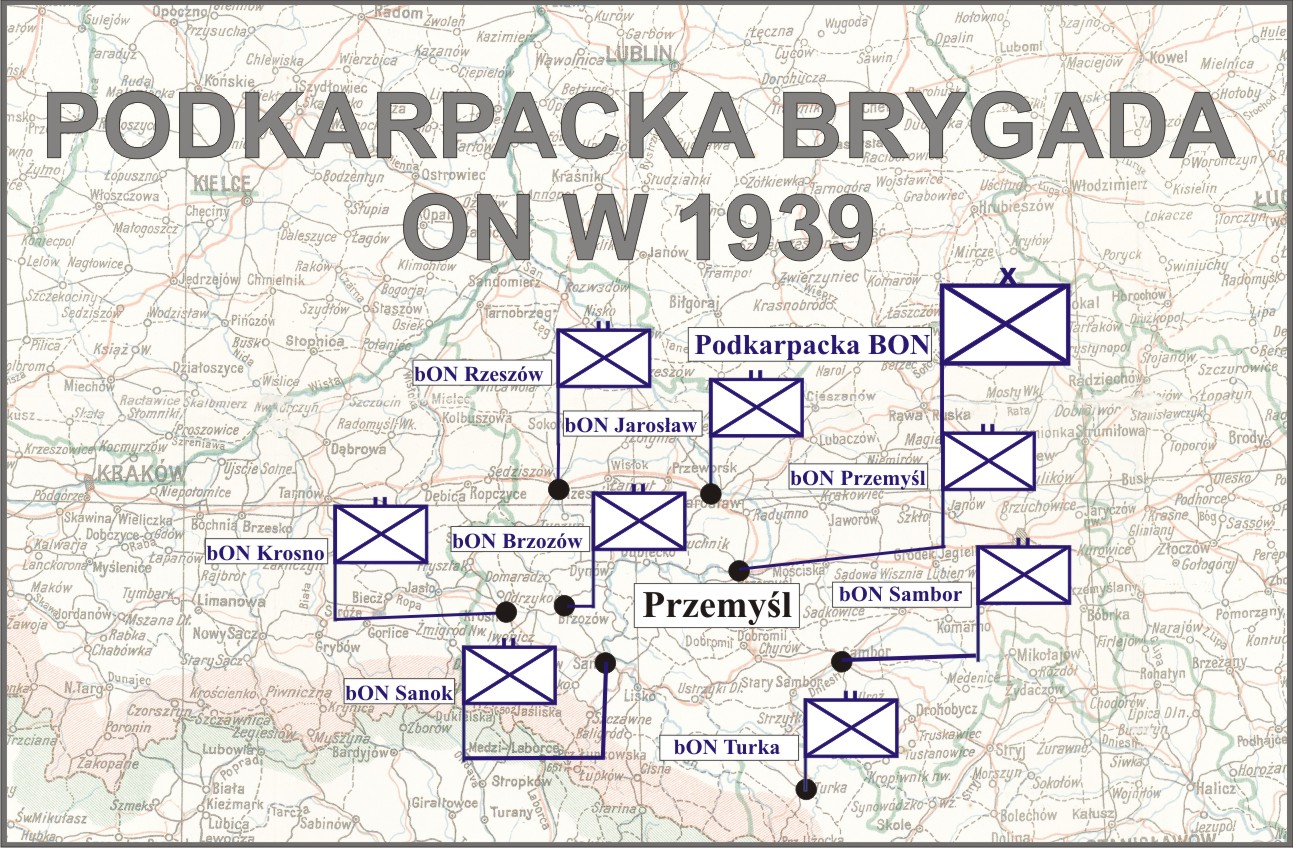
Podkarpacka Brygada ON

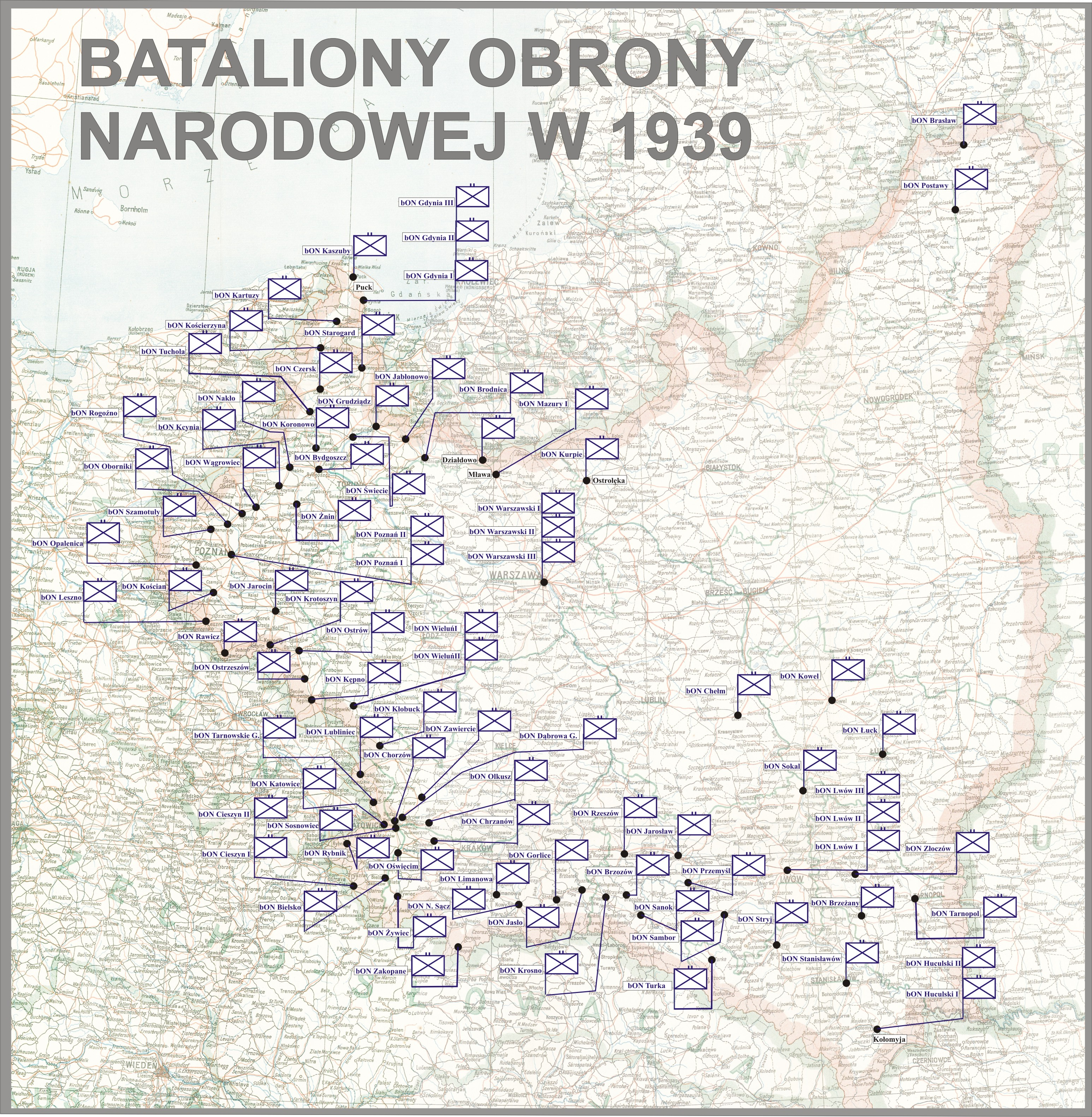
Obrona Narodowa w 1939

Sanocki Batalion Obrony Narodowej (batalion ON „Sanok”) – pododdział piechoty Wojska Polskiego II RP.

## Formowanie i zmiany organizacyjne

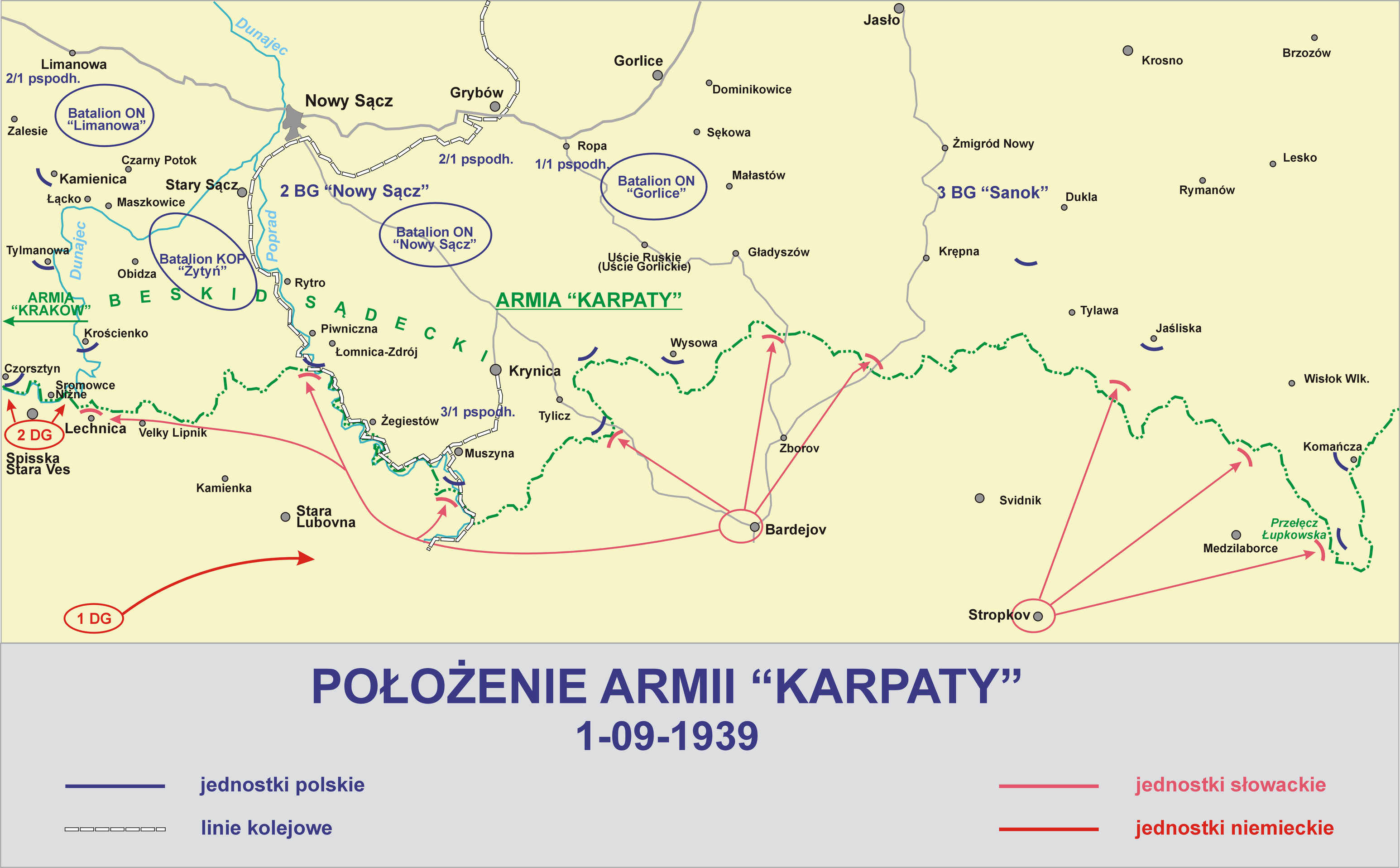
Batalion walczył w składzie armii

Batalion został sformowany w garnizonie Sanok na podstawie zarządzenia L.dz. 1135/Tjn. I wiceministra spraw wojskowych z 6 kwietnia 1938, w składzie Podkarpackiej Brygady ON:
- Dowództwo Sanockiego batalionu ON
- 1 kompania ON „Sanok”
- 2 kompania ON „Brzozów”
- 3 kompania ON „Krosno”
- 4 kompania ON

Wiosną 1939 roku przeformowany został na etat batalionu ON typ I. Równocześnie ze składu batalionu wyłączono 2 kompanię ON „Brzozów”, podporządkowano dowódcy nowo powstałego Brzozowskiemu batalionu ON i przemianowano na 1 kompanię ON. W ten sam sposób postąpiono z 3 kompanią ON „Krosno”, która podporządkowana została dowódcy Krośnieńskiego batalionu ON. Dotychczasowa 4 kompania ON została przemianowana na 3 kompanię ON. Sformowano także nową 2 kompanię ON w Rymanowie.
- Dowództwo Sanockiego batalionu ON
- 1 kompania ON „Sanok”
- 2 kompania ON „Rymanów”
- 3 kompania ON

Jednostką administracyjną i mobilizującą dla Sanockiego batalionu ON był 2 pułk Strzelców Podhalańskich w Sanoku.
5 sierpnia 1939 roku w miejscowościach: Zagórz, Nowy Zagórz i Poraż zorganizowany został 3 pluton 3 kompanii ON (według typu IV). Ponadto ze składu batalionu wyłączona została 2 kompania ON „Rymanów”, przeformowana na typ IV i podporządkowana dowódcy Brzozowskiego batalionu ON. Równocześnie ze składu Brzozowskiego batalionu ON wyłączona została 3 kompania ON i podporządkowana dowódcy Sanockiemu batalionowi ON z zachowaniem dotychczasowej organizacji (typ IV).
Podczas drugiego przydziału broni dla formacji Obrony Narodowej w lipcu-sierpniu 1939 batalion otrzymał 180 sztuk karabinów Berthier wraz z 5400 szt. amunicji do nich, 15 sztuk lkm Bergmann wz.1915 wraz z 7500 sztuk amunicji do nich. Do końca nie jest pewne ile batalion otrzymał lkm, ile zdał do napraw lub ze względu na zużycie, przed rozpoczęciem działań wojennych. W zamian za przekazane lkm Bergmann wz.1915, batalion otrzymał rkm Chauchat wz.1915 na amunicję produkcji francuskiej. Dodatkowo do batalionu przydzielono nieustaloną bliżej ilość garłaczy karabinowych typu VB.

## Działania batalionu we wrześniu 1939
W kampanii wrześniowej 1939 walczył w składzie 3 Brygady Górskiej Strzelców. Razem z komisariatem Straży Granicznej „Cisna” stanowił załogę wschodniego pododcinka „Baligród”, którego zadaniem było zamknięcie kierunku Ruska-Baligród-Lesko.
10 września około godz. 11.00 zajmowana przez batalion pozycja opóźniająca pod Uhercami Mineralnymi została zaatakowana przez zmotoryzowany oddział pościgowy „Geiger” z 1 Dywizji Górskiej. Po krótkiej walce batalion został odrzucony z zajmowanej pozycji i rozproszony.

## Obsada personalna
Obsada personalna batalionu w marcu 1939 roku :

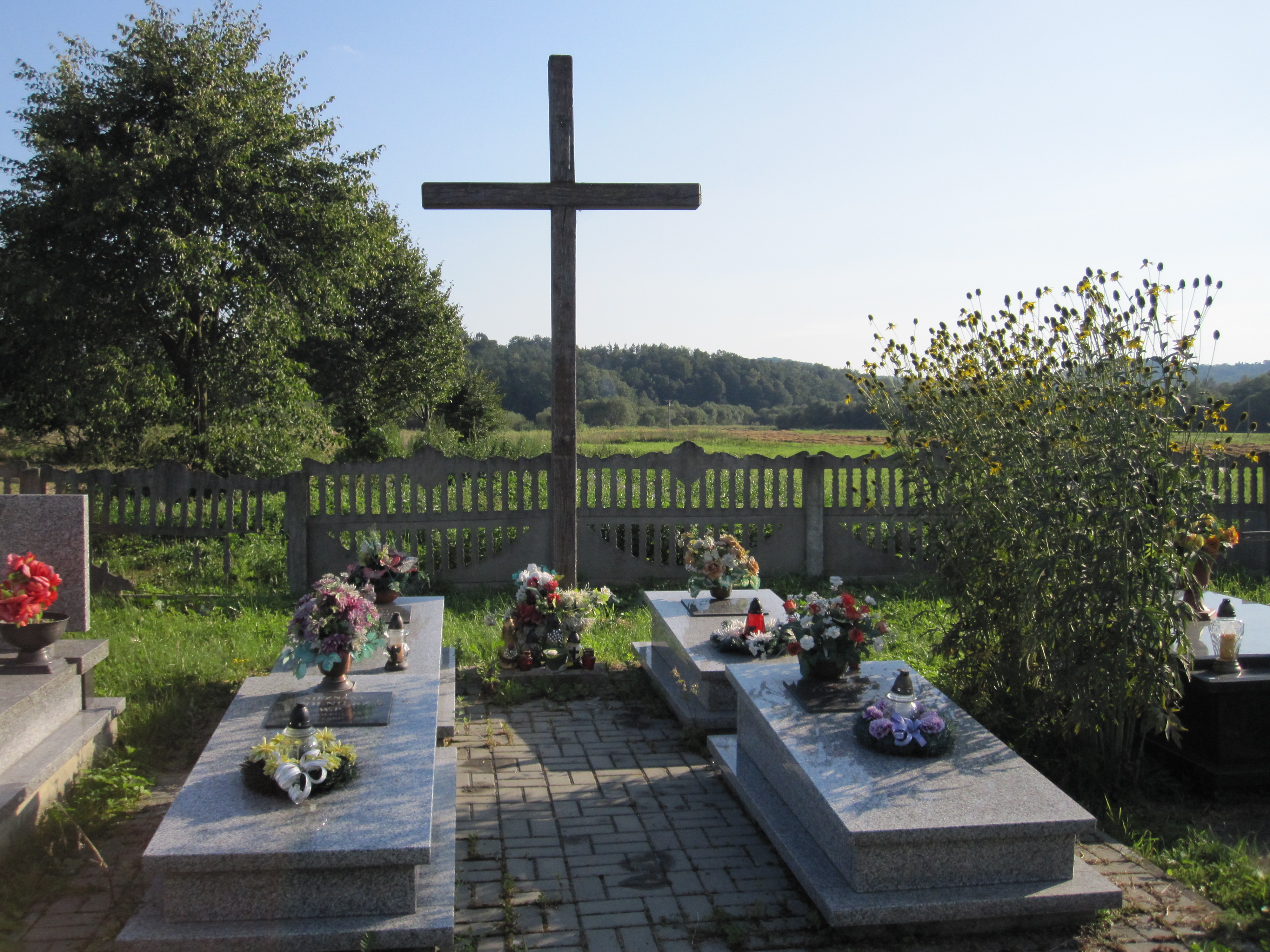
Nagrobki żołnierzy Września 1939 w Uhercach

- dowódca batalionu – kpt. adm. (piech.) Tadeusz Kuniewski (*)[b]
- dowódca 1 kompanii ON „Sanok” – kpt. Franciszek Stanisław Gacek (*)[b]
- dowódca 2 kompanii ON „Brzozów” – kpt. adm. (piech.) Stanisław Godawa (*)[b]
- dowódca 3 kompanii ON „Krosno” – por. kontr. Władysław Parylak (*)[b]
- dowódca 4 kompanii ON „Lesko” – por. kontr. Tadeusz Franciszek Riedrich (*)[b]

Obsada we wrześniu 1939
- dowódca batalionu – kpt. Tadeusz Kuniewski
  - adiutant – kpt. posp. rusz. Tadeusz Józef Ćwiok
  - oficer gospodarczy – por. rez. Stanisław Tomasz Święch
  - lekarz – por. rez. lek. Herman Gruber
- dowódca plutonu karabinów maszynowych – ppor. rez. Jan Antoni Adamek
- dowódca 1 kompanii ON „Sanok” – kpt. Franciszek Stanisław Gacek
  - dowódca I plutonu – ppor. rez. Stanisław Szczytnicki
  - dowódca II plutonu – NN
  - dowódca III plutonu – ppor. rez. Franciszek Ksawery Gorynia[c][7][8][9][10]
- dowódca 2 kompanii ON „Dynów” – NN
  - dowódca I plutonu – ppor. rez. Ludwik Grzegorczyk
  - dowódca II plutonu – NN
  - dowódca III plutonu – ppor. rez. Bogusław Izydor Karczewski
- dowódca 3 kompanii ON „Lesko” – por. kontr. Tadeusz Franciszek Riedrich
  - dowódca I plutonu – ppor. rez. Adam Kostka
  - dowódca II plutonu – NN
  - dowódca III plutonu – NN
- zmobilizowany: mjr Bronisław Polityński